# Meylensteine

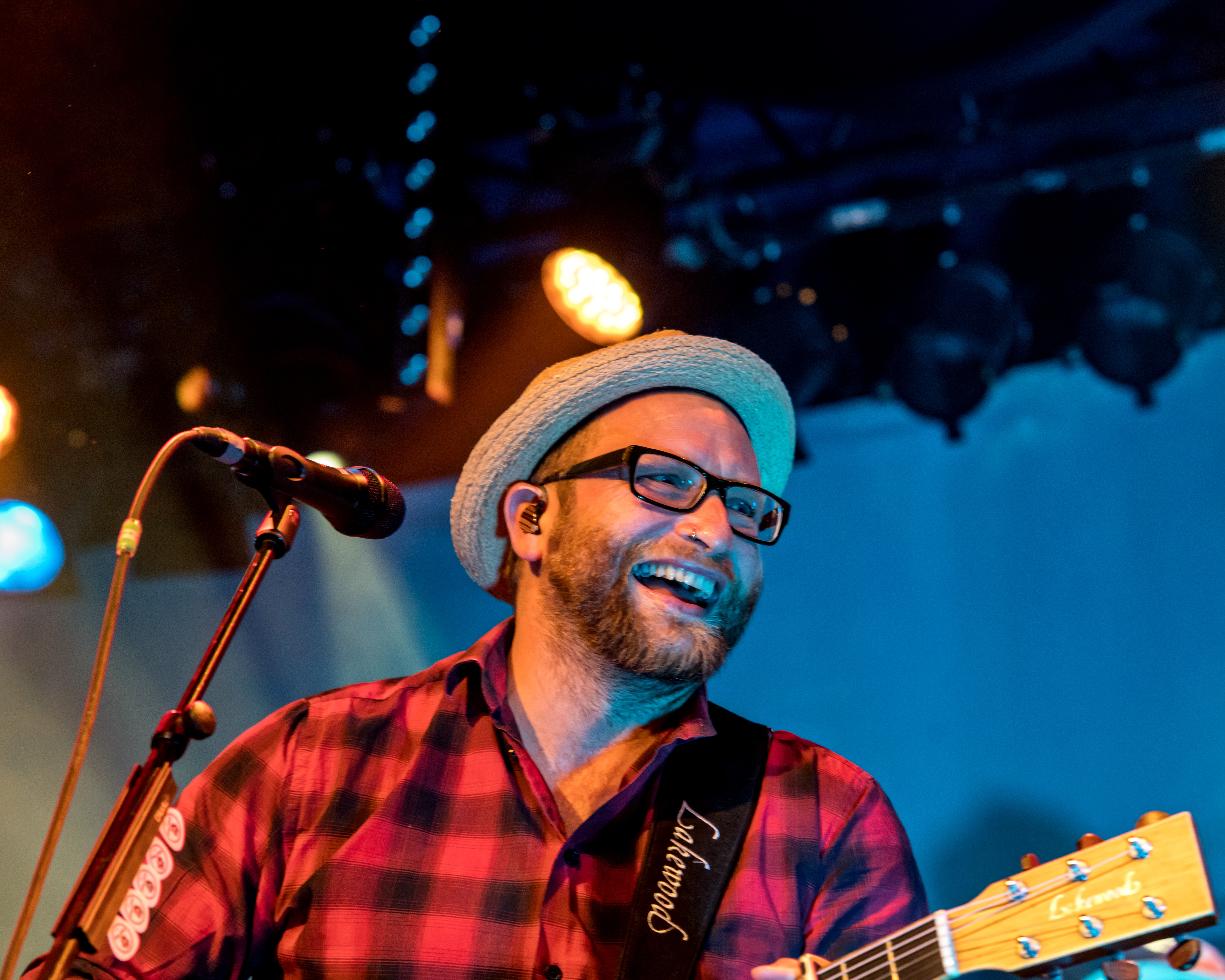
Moderator Gregor Meyle

Meylensteine ist eine Fernsehsendung, die 2015 und 2017 von VOX ausgestrahlt wurde. Präsentiert wurde das Musik-Format von dem Musiker Gregor Meyle. Bisher gab es zwei Staffeln und insgesamt 14 Episoden.

## Konzept
Meyle reist mit seinem VW-Bus zu dem jeweiligen Künstler und verbringt mit ihm einige Tage. Dabei wird über die Vergangenheit geplaudert und gemeinsam Musik gemacht. Bekannte Titel des Künstlers interpretiert Meyle dabei in seinem eigenen Stil neu.

## Episoden
Die erste Staffel lief 2015 direkt im Anschluss an Sing meinen Song – Das Tauschkonzert und erreichte durchschnittlich 1,04 Mio. Zuschauer bei einer Quote von 5,6 %, in der Zielgruppe der 14- bis 49-Jährigen 8,9 % bei 0,63 Mio. Zuschauern. Die erste Folge der zweiten Staffel erzielte eine zu geringe Zuschauerquote und VOX verschob die Ausstrahlung weiterer Folgen zunächst, bis sie dann ab Mai 2017 im Anschluss an Sing meinen Song fortgesetzt wurde.
Als CD und Download (MP3-Format) wurden Meylensteine (aus Staffel 1; 21 Lieder; 2015) und Meylensteine Vol. 2 (aus Staffel 2; 24 Lieder; 2017) veröffentlicht.

### Staffel 1 (2015)
| Nr. | Erstausstrahlung | Künstler              |
| --- | ---------------- | --------------------- |
| 1   | 19. Mai 2015     | Michael Patrick Kelly |
| 2   | 26. Mai 2015     | Stefanie Heinzmann    |
| 3   | 2. Juni 2015     | Karat                 |
| 4   | 9. Juni 2015     | Sarah Connor          |
| 5   | 16. Juni 2015    | Matthias Reim         |
| 6   | 23. Juni 2015    | Söhne Mannheims       |
| 7   | 30. Juni 2015    | Laith Al-Deen         |
| 8   | 7. Juli 2015     | Best of               |

### Staffel 2 (2017)
| Nr. | Erstausstrahlung | Künstler                 |
| --- | ---------------- | ------------------------ |
| 1   | 11. April 2017   | Marian Gold (Alphaville) |
| 2   | 23. Mai 2017     | Sportfreunde Stiller     |
| 3   | 30. Mai 2017     | Helene Fischer           |
| 4   | 6. Juni 2017     | MIA.                     |
| 5   | 13. Juni 2017    | Die Höhner               |
| 6   | 20. Juni 2017    | Howard Carpendale        |